# 죽음이란 무엇인가
《죽음이란 무엇인가》(DEATH)는 예일대학교 철학 교수 셸리 케이건이 지은 책이다. 한국어판은 박세연이 번역해 엘도라도(웅진씽크빅)에서 발행했다.

## 주요 내용
셸리 케이건(Shelly Kagan) 교수가 1995년부터 예일대에서 진행해온 교양철학 정규강좌 'DEATH'를 새롭게 구성한 것으로, '죽음'의 본질과 '삶'의 의미 그리고 '생명'의 존엄성을 고찰하는 내용을 담고 있다. 그동안 우리가 생각해왔던 심리적 믿음과 종교적 해석을 완전히 배제하고 오직 논리와 이성으로 죽음의 본질과 삶의 의미를 짚어본다.
하버드대 마이클 샌델(Michael Sandel)과 더불어 미국을 대표하는 현대 철학자로 불리는 셸리 케이건 교수는 이 책에서 다소 무겁고 어둡게 흘러갈 수 있는 주제를 토크쇼 사회자에 비견되는 특유의 유머감각과 입담으로 흥미롭게 풀어간다. 고대에서 현대까지 방대한 철학사를 다루면서도 난해한 철학용어를 거의 사용하지 않는 그만의 교수법은 "대중철학 강의의 새로운 지평을 열었다"고 평가받는다. 강의할 때 항상 책상 위에 올라간다고 해서 '책상 교수님'이라는 애칭으로도 불린다.
그의 '죽음' 강의는 예일대학교 지식공유 프로젝트인 '열린예일강좌(Open Yale Courses, OYC)'의 대표 강의로서 미국과 영국 및 유럽은 물론 중국과 러시아에도 소개돼 큰 반향을 불러일으킨 바 있다.
이 책은 '죽음'을 테마로 하고 있지만 궁극적으로는 '삶'을 이야기하고 있다. 죽음이 없는 삶은 세상에 없으며, 삶이 없는 죽음 또한 존재하지 않는다. 셸리 케이건 교수는 "삶은 죽음이 있기 때문에 비로소 완성되는 인간의 가장 위대한 목적"이며, "죽음에 본질을 이해하면 가치 있는 삶을 살 수 있다"고 역설한다.

## 출판 정보
한국
ISBN 9788901152219